# 아불 가지 바하두르
아불 가지 바하두르 칸(1603년 8월 24일 ~ 1663년 또는 1664년;재위 기간: 1644년 ~ 1663년 또는 1664년)은 히바 칸국의 칸이자 차가타이 투르크어 사학자이다.

## 생애
아불 가지 바하두르 칸은 아랍 무함마드 칸의 아들로, 어린 시절을 우르겐치의 궁성에서 보냈다. 1619년에는 아버지, 아랍 무함마드 칸을 대신하여 카트로 가서 그곳을 다스렸다. 그러나 얼마 지나지 않아 아불 가지의 형제 2명이 반란을 일으켰고, 아버지는 그 와중에 살해당했으며, 아불 가지는 이맘 쿨리 칸과 함께 사마르칸드로 망명했다.
아불 가지는 몇몇 투르크멘 부족들의 도움을 받아, 긴 싸움 끝에 반란을 일으킨 형제들을 몰아내는데 성공했다. 1623년에는 형제 이스판디야르의 대리인으로써 우르겐치를 다스리게 되었으나, 3년 뒤에 이스판디야르와 갈등을 빚고 카자흐 칸국의 타쉬켄트로 망명을 갔다. 1629년에는 다시 사파비 왕조로 망명을 가서 10여년을 보내는데, 이 시기에 페르시아어 사료와 아랍어 사료를 마주하게 되었다. 당시 이스판디야르 칸은 투르크멘 부족들의 지지를 받았던 반면에, 우르겐치 등의, 아무다리야강 삼각주 인근에 거주하던 우즈베크 부족들은 아불 가지 술탄을 지지했다.
1642년, 이스판디야르가 죽자, 히바 칸국은 잠시 동안 부하라 한국의 나드르 무함마드 칸이 보낸 총독의 지배를 받았다. 이때에 아불 가지가 이란에서 돌아와 1645년에 히바 칸국을 부하라 한국의 지배에서 해방시켰다. 칸으로써 아불 가지는 이웃 국가들과 끊임 없는 전쟁을 벌였다. 튀르크멘 부족에 대해서는 5차례의 원정을 벌여 결국에는 복종을 얻어냈다. 칼묵 사람들에 대해서는 3차례, 부하라 한국에 대해서는 2차례 원정을 치루었다. 아불 가지는 대개 러시아 대상들이 그의 영토를 지나는 것을 허가해 주는 대신 세금을 거두었다. 아불 가지는 아들, 아불 무자파르 아누샤 무함마드 바하두르에게 양위한지 얼마 지나지 않아 죽었다.

## 저작들
기본적으로 아불 가지는 아랍어 사료와 페르시아어 사료를 참고하되, 자신이 아는 지식을 더했다. 저작들은 모두 차가타이 투르크어로 쓰여졌다.
- Šaǰara-ye terākema: 1659년 또는 1660년에 쓰여졌다. 튀르크멘 부족들의 계보에 대한 책이며, 기본적으로는 라시드 앗딘의 저작과 오구즈 나마를 참고하였으나, 그 이외에 추가된 정보들도 있다.[1]
- Šaǰarat al-atrāk : 튀르크의 계보에 대한 책으로, 1644년부터 썼다. 그러나 작업을 완료하지 못하여, 그의 아들 아불 무자파르 아누샤 무함마드 바하두르가 1655년까지 작업을 계속하였다. 내용의 대부분은 기억에 의존해 쓰여졌으다. 그러나 1450년 이후 샤이반의 후손들의 역사를 알기 위해서는 필수적인 사료이다. 그 이전의 기록에 대해서는 믿기가 힘들다.[1]